# Franz Melnitzky
 Franz Melnitzky, také František Melnický (13. listopad 1822 Vamberk - 1. únor 1876 Vídeň) byl rakouský sochař českého původu, činný v období historismu, zejména neoklasicismu ve Vídni. Patřil k nejplodnějším tvůrcům své generace.

## Život
Narodil se 13. listopadu 1822 v městečku Vamberk (okres Rychnov nad Kněžnou, Královéhradecký kraj, Česko; tehdy Rakouské císařství, v rodině venkovského kameníka a sochaře Františka  Melnického. V otcově dílně se vyučil kameníkem a v 16 letech odešel do dílny svého strýce do Olomouce, kde se v letech 1838-1845 učil kamenosochařem. Po smrti rodičů odešel do Vídně, k vytouženému studiu na Akademii umění nebyl přijat, protože nesplňoval podmínku být absolventem reálky. Prokázaný talent mu umožnil soukromé školení u ředitele Akademie prof. Josefa Kliebera. Roku 1851 odjel na studijní cestu po Německu, do Itálie už se nedostal, protože ztratil cestovní pas. Poté si založil vlastní ateliér a později se připomíná na předměstí Vídně ve Wiedner Hauptsrasse. Spolupracoval se sochařem Hansem Gassersem. Brzy získal zakázky na monumentální sochy a dekorativní architektonickou plastiku pro veřejné budovy a prostranství ve Vídni i v připojených obcích. Spolupracoval se slavnými architekty Heinrichem Ferstlem,Theofilem Hansenem, Ferdinandem Fellnerem, Augustem Siccardsburgem a Eduardem van der Nüllem při asanaci Vídně. Zásadní přestavba a modernizace města vedla žel během první poloviny 20. století k likvidaci zastaralých objektů i s Melnitzkého sochami : Jižního i Severovýchodního nádraží, Aspernského a Alžbětina mostu, i Římských lázní v Pratersternu.
V závěru kariéry se podílel na novořecké dekoraci štítů nové budovy Akademie věd v Aténách, jejichž modely byly roku 1873 vystaveny na Světové výstavě ve Vídni.
Sochařství také vyučoval na Akademii; k jeho žákům patřili Bohuslav Schnirch ( v letech 1864-1866) a Karl Costenoble.

## Dílo (výběr)

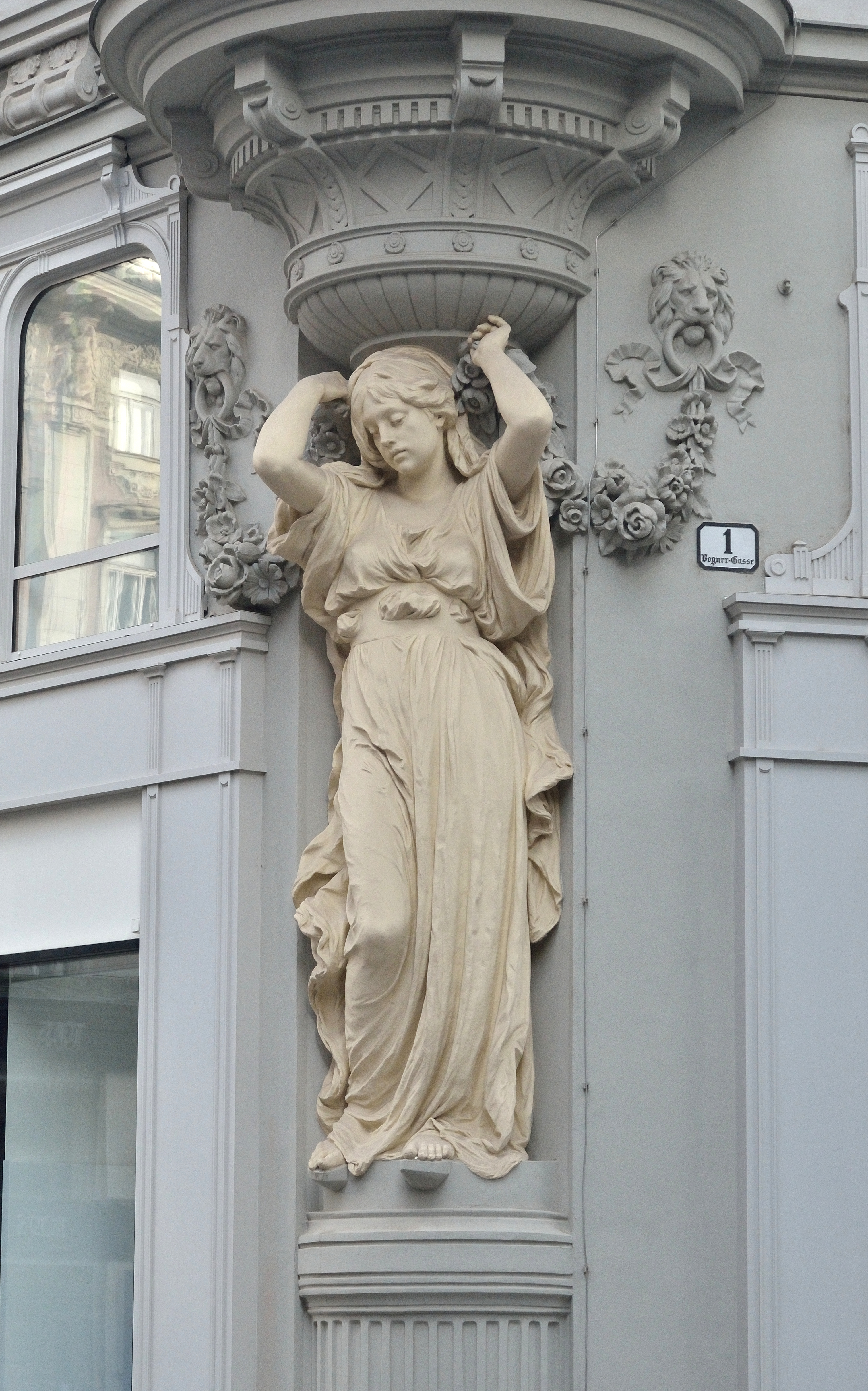
Karyatida na domě v Tuchlauben 1, Vídeň

- Sochy 4 světců na věži Svatoštěpánského dómu ve Vídni
- Pomník markraběte Jindřicha Jasomirgotta z cyklu soch pro Alžbětin most ve Vídni, po jeho zboření přeneseny do parku na Rathausplatz (1867).
- Osm soch na průčelí paláce arcivévody Ludvíka Viktora, Schwarzenbergplatz 1, Vídeň (1866-1869)
- Dvě karyatidy na domě na nároží Tuchlauben a Bognerstrasse ve Vídni, romantické pojetí postav předjímá secesi
- Alegorické sochy Války, Míru, Slávy a Prosperity a dva ležící lvi pro Aspernský řetězový most ve Vídni; po jeho zboření sochy zachovány; socha Míru použita jako truchlící anděl v urnovém háji městského hřbitova v Salzburgu; ležící lvi instalováni do parku při zámku Gobelsburg
- Čtyři alegorické sochy ctností (Moudrost, Čest, Spravedlnost, Síla) na hlavním průčelí hotelu Imperial ve Vídni.
- Sochy Orfea v podsvětí a harfenice v průčelí koncertní budovy Musikvereinu ve Vídni, 40 karyatid ze zlacené terakoty v lóžích Zlatého sálu téže budovy (1869-1870) [3]
- Portál římských lázní v Pratersternu, Leopoldstadt ve Vídni (1873), uzavřeno 1953, následně zbořeno
- Karyatidy na průčelí Liebiegova domu s prodejnou Julia Meinla ve Vídni, Am Graben 20
- Čtyři alegorické sochy (Architektura, Malířství, Sochařství a Grafika) na průčelí budovy Akademie výtvarných umění ve Vídni
- Pět alegorických soch měst dostupných Severozápadní dráhou (Vídeň, Praha, Brno, Budapešť a ?) na atice odjezdové haly nádraží Severozápadní dráhy ve Vídni; zničeny při boření budovy
- Sochy hrajících si dětí pro kašnu v Brně[4]
- Karyatidy na budově nádraží Jižní dráhy ve Vídni (1874); při boření budovy roku 1955 sochy poničeny a odvezeny na skládku do kartouzy v Mauerbachu, nedávno tam jedno torzo bylo objeveno
- Čtyři alegorické sochy (Umění, Věda, Obchod a Průmysl) na budově Východního nádraží; zničeny (?)
- Sochy na hlavním oltáři kaple Arsenalu ve Vídni
- Dvě sochy hrdinů na portálu činžovního domu ve Wassagasse 2, Alsergrund ve Vídni (1867)
- Socha archanděla se štítem, na atice gynekologické kliniky ve Spitalgasse 2, Vídeň
- Dekorativní štíty postranních portálů budovy Akademie věd v Aténách, terakota (1873)
- Sochy svatých Severina, Josefa, Otmara a Leopolda na hlavním oltáři, farní kostel sv. Otmara pod koželužnou ( Hl. Othmar unter den Weissgerbern) ve Vídni-Landstrasse (1873-1875); s Johannem dodali sousoší Korunování Panny Marie a skupinu Ukřižování na dva postranní oltáře.
- Čtyři evangelisté pod baldachýny nad portálem a socha sv. Alžběty uvnitř Votivního kostela ve Vídni,(1875-1876), vysvěceno až 1879

## Galerie

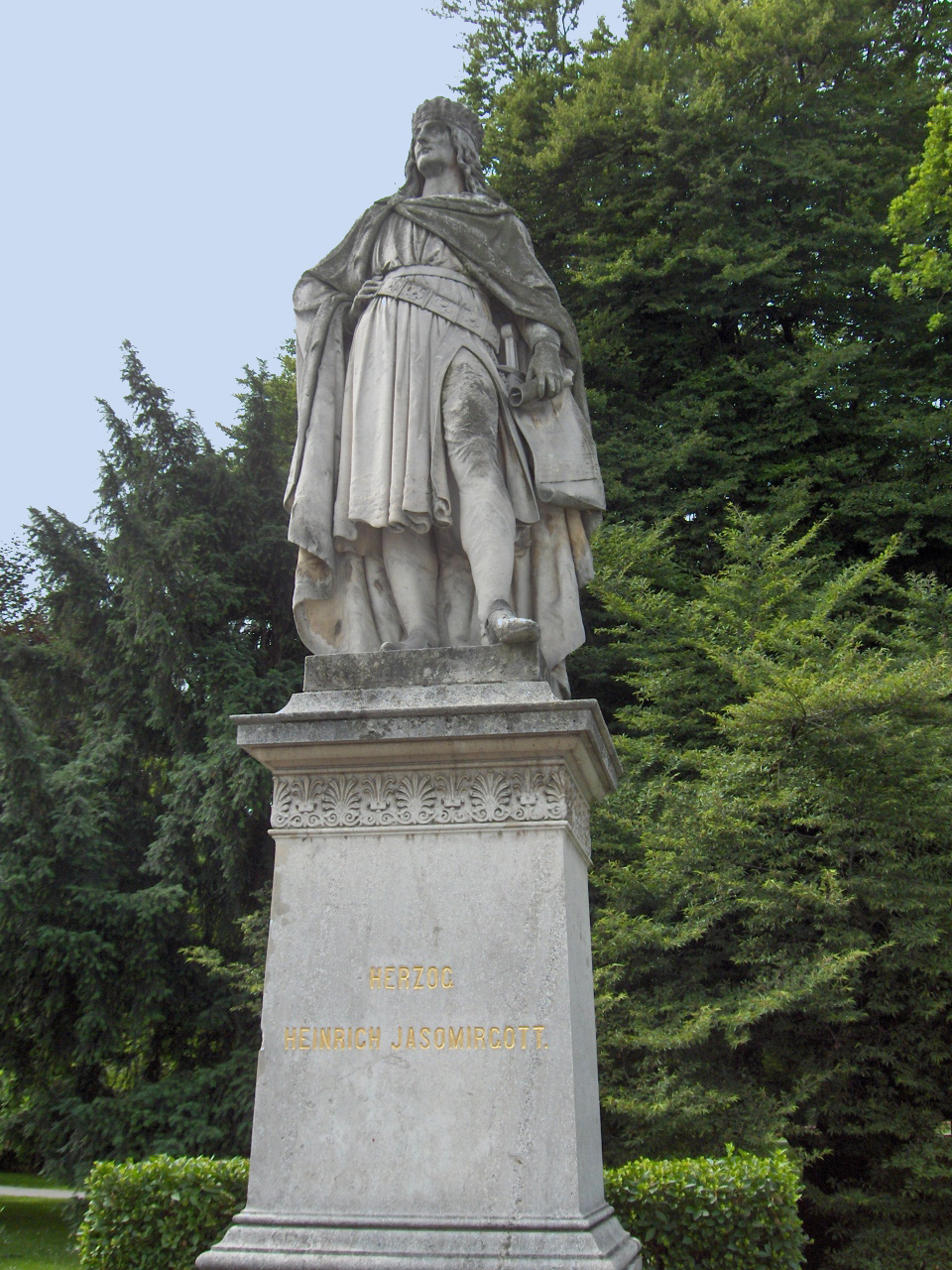
Pomník Jindřicha Jasomirgotta
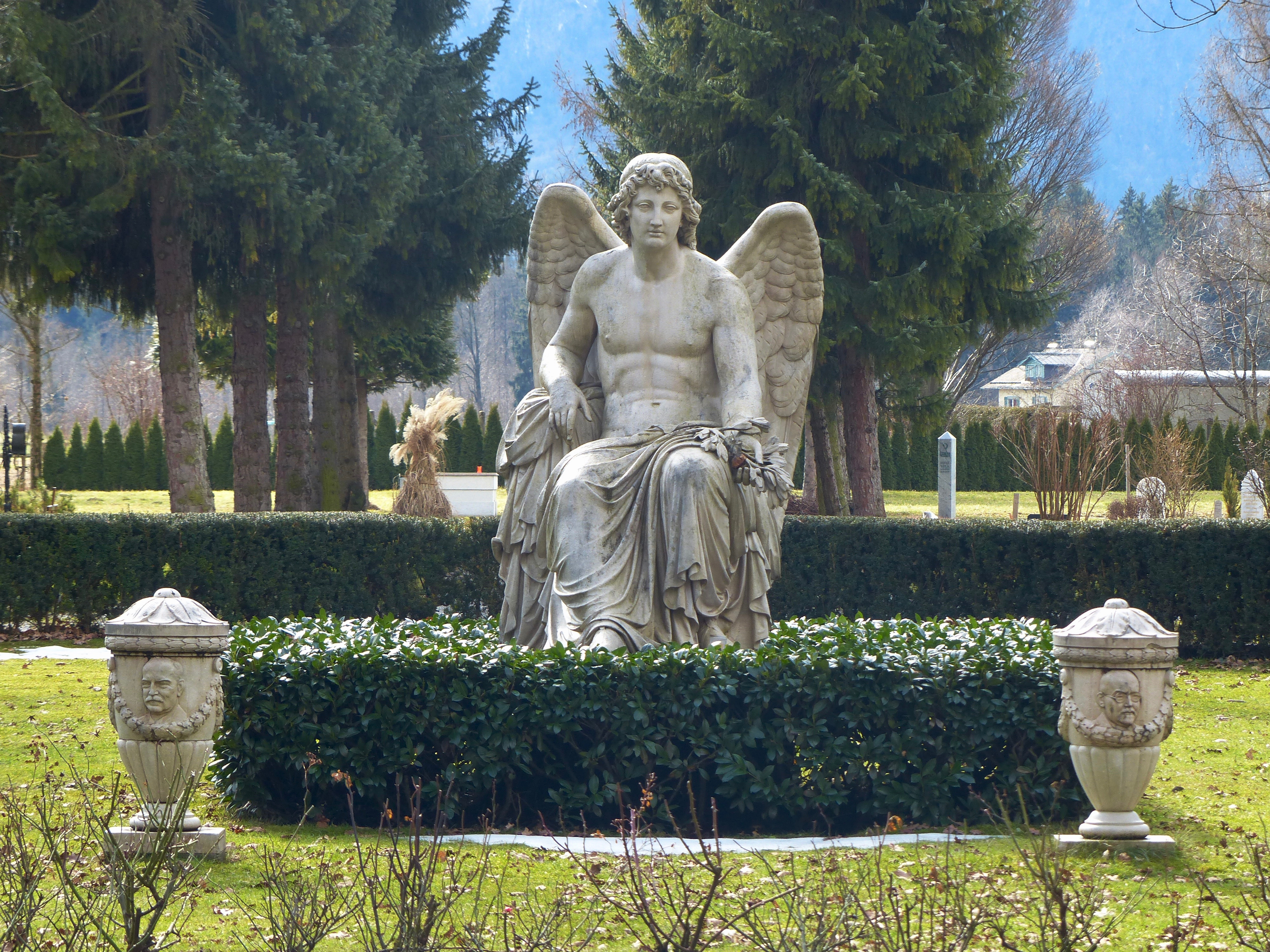
Anděl na hřbitově v Salzburgu
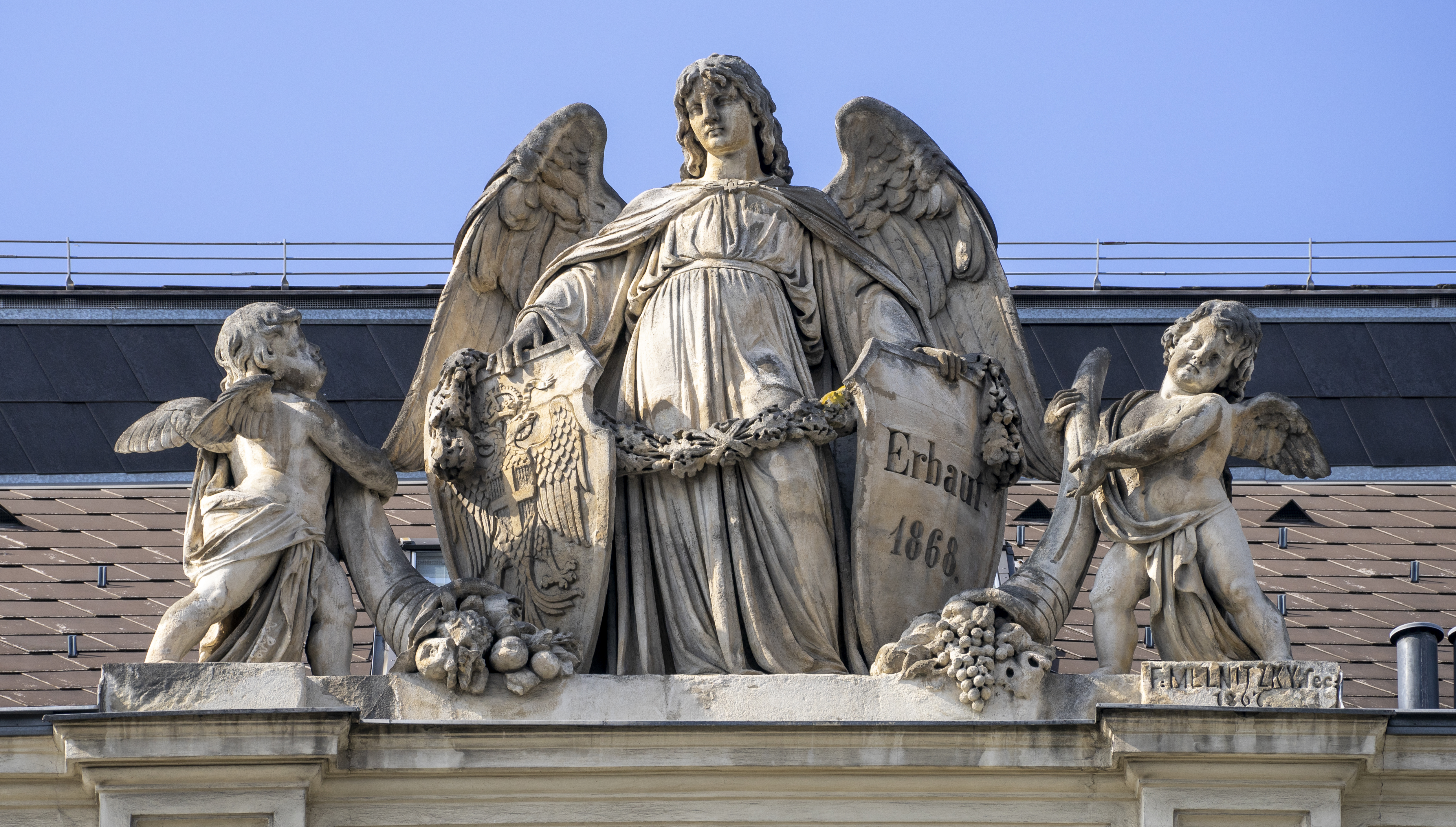
Socha archanděla
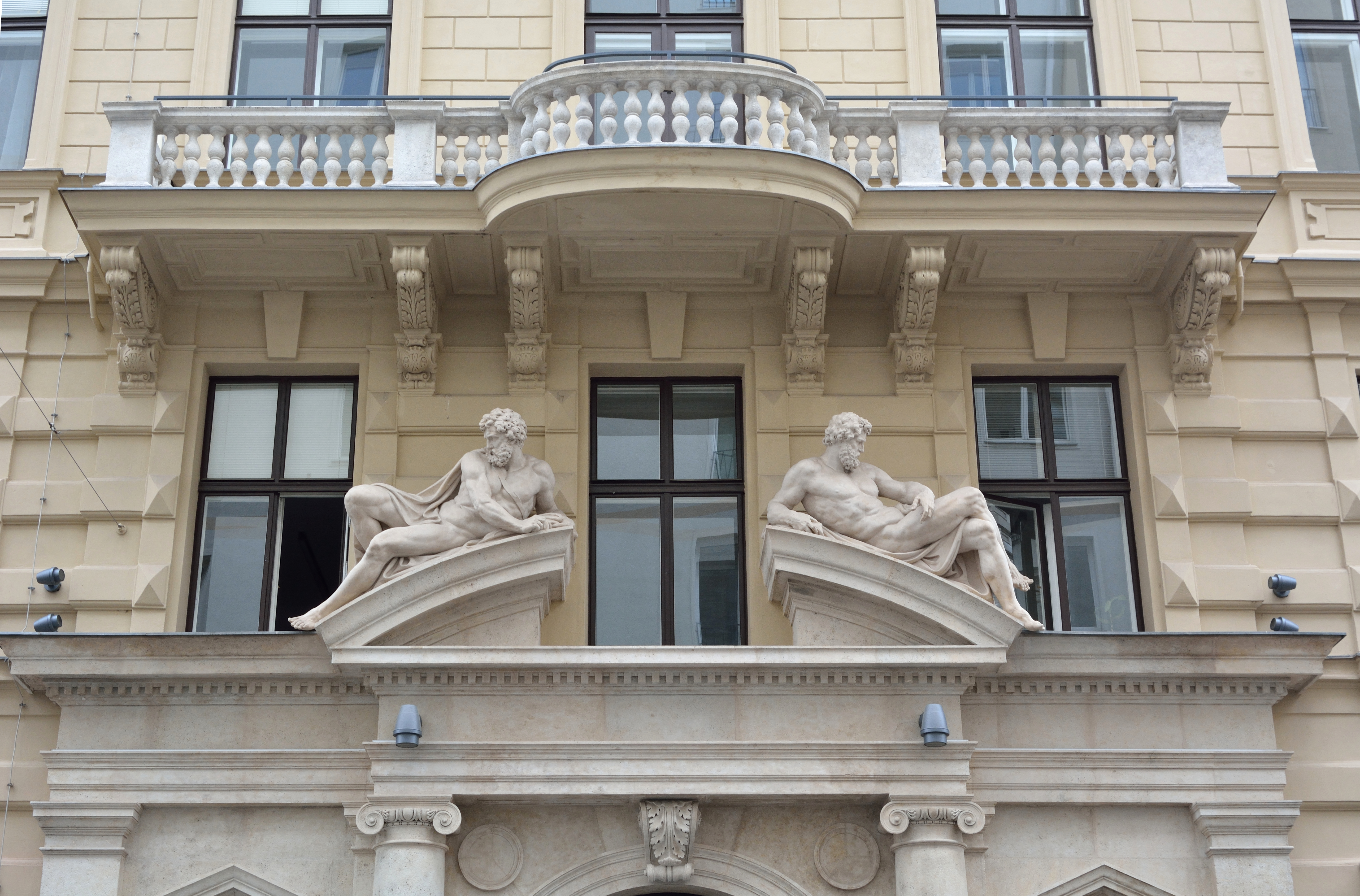
Sochy hrdinů ve Wasagasse
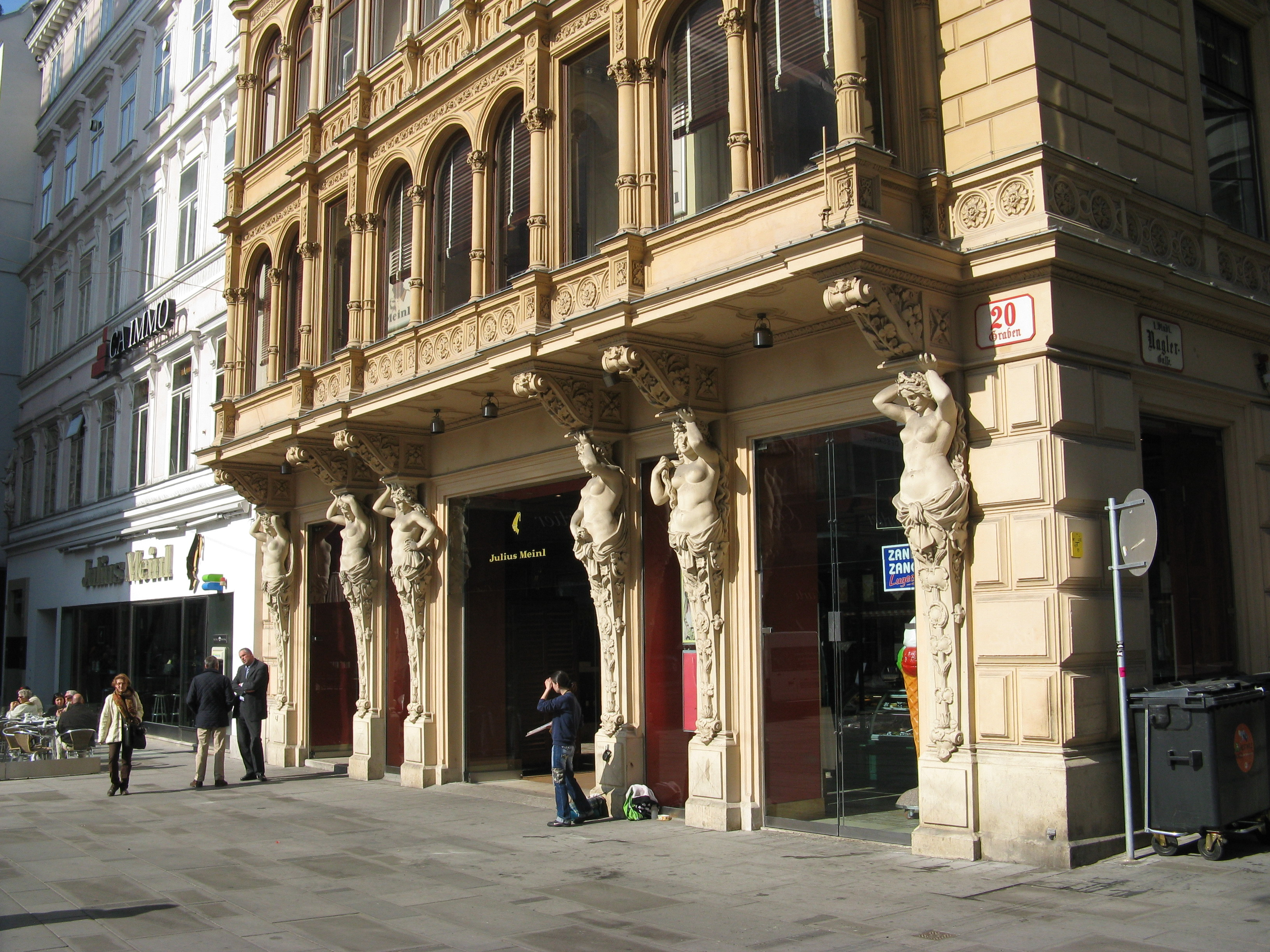
Karyatidy na domě Julia Meinla
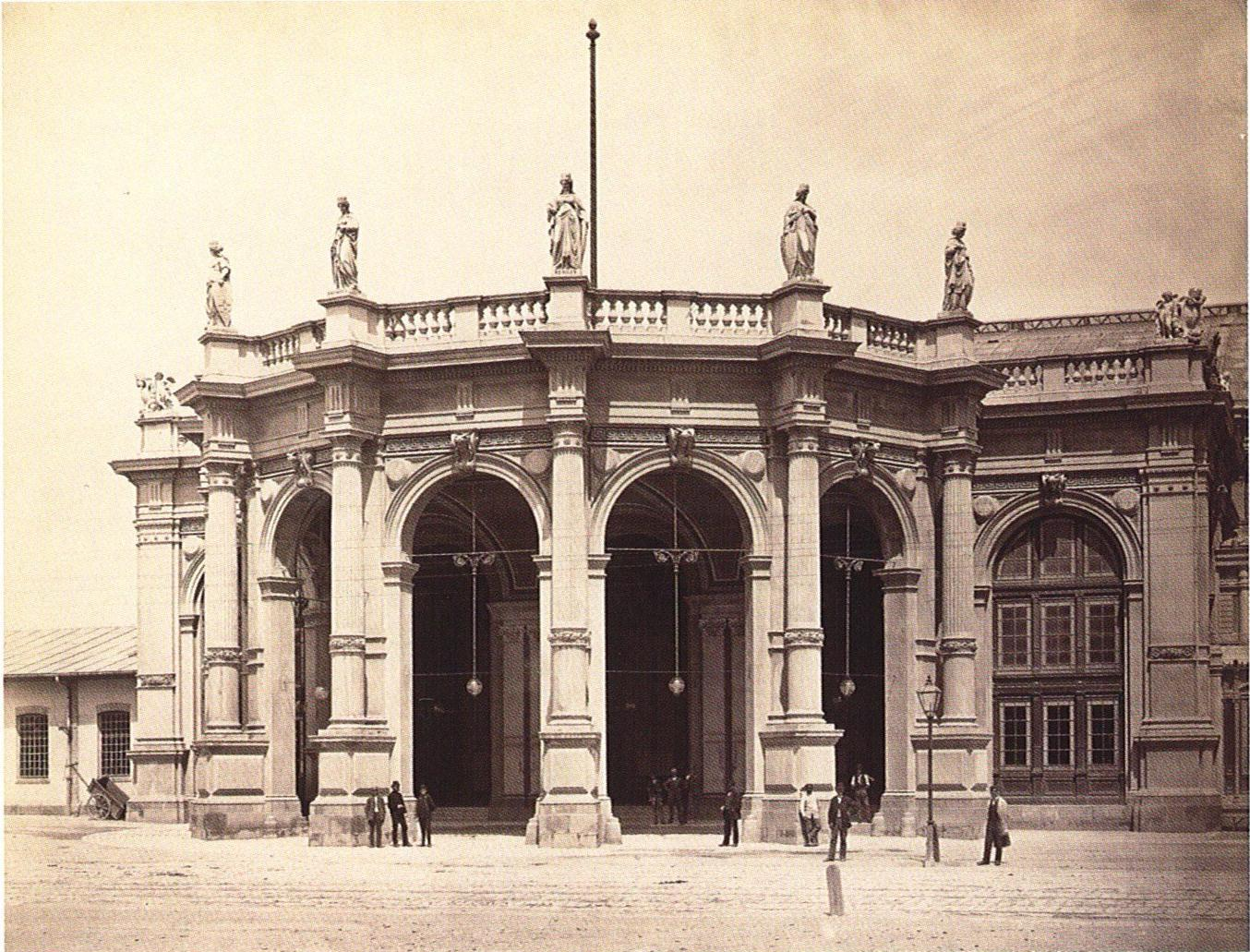
Sochy na Severovýchodním nádraží
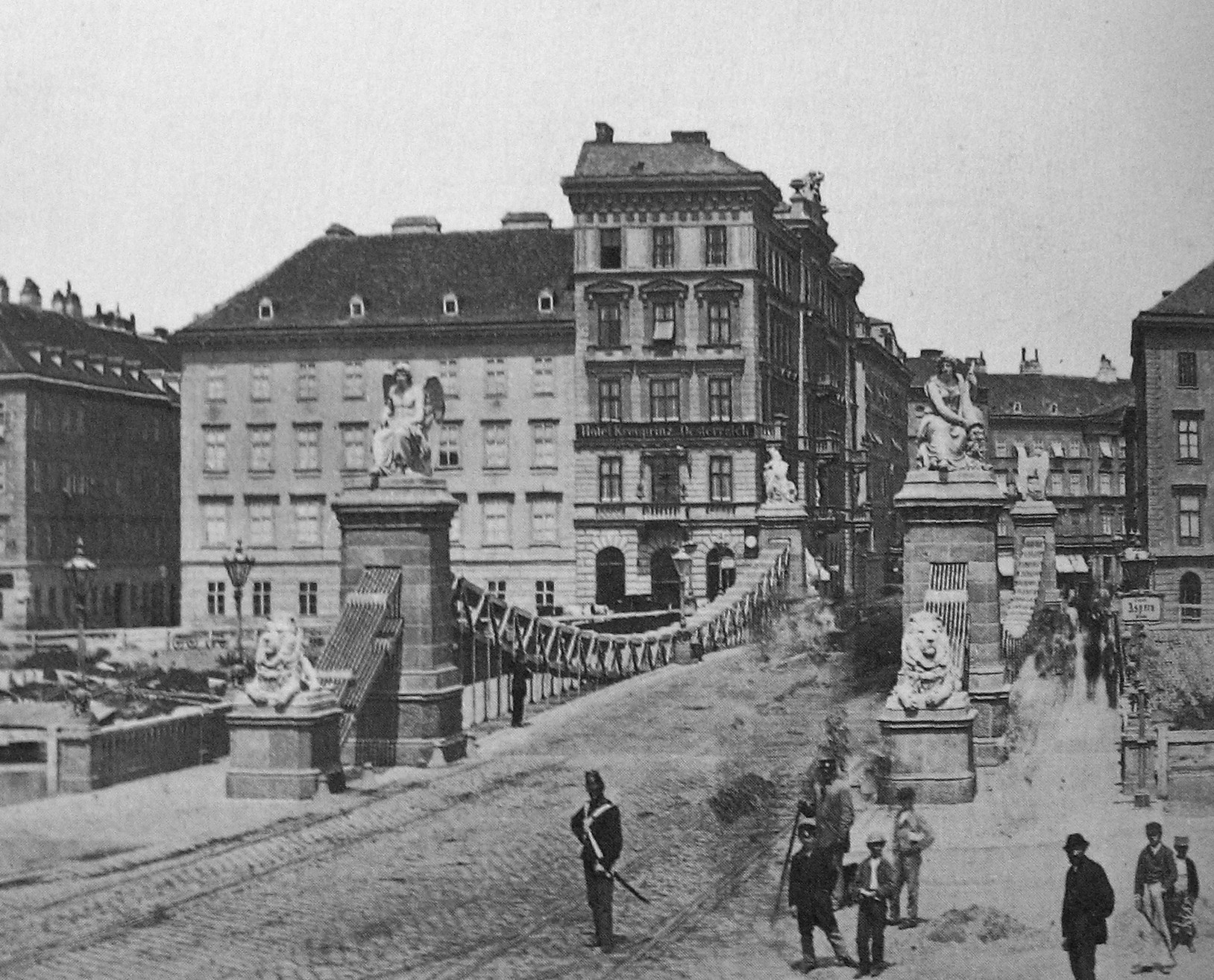
Aspernský most
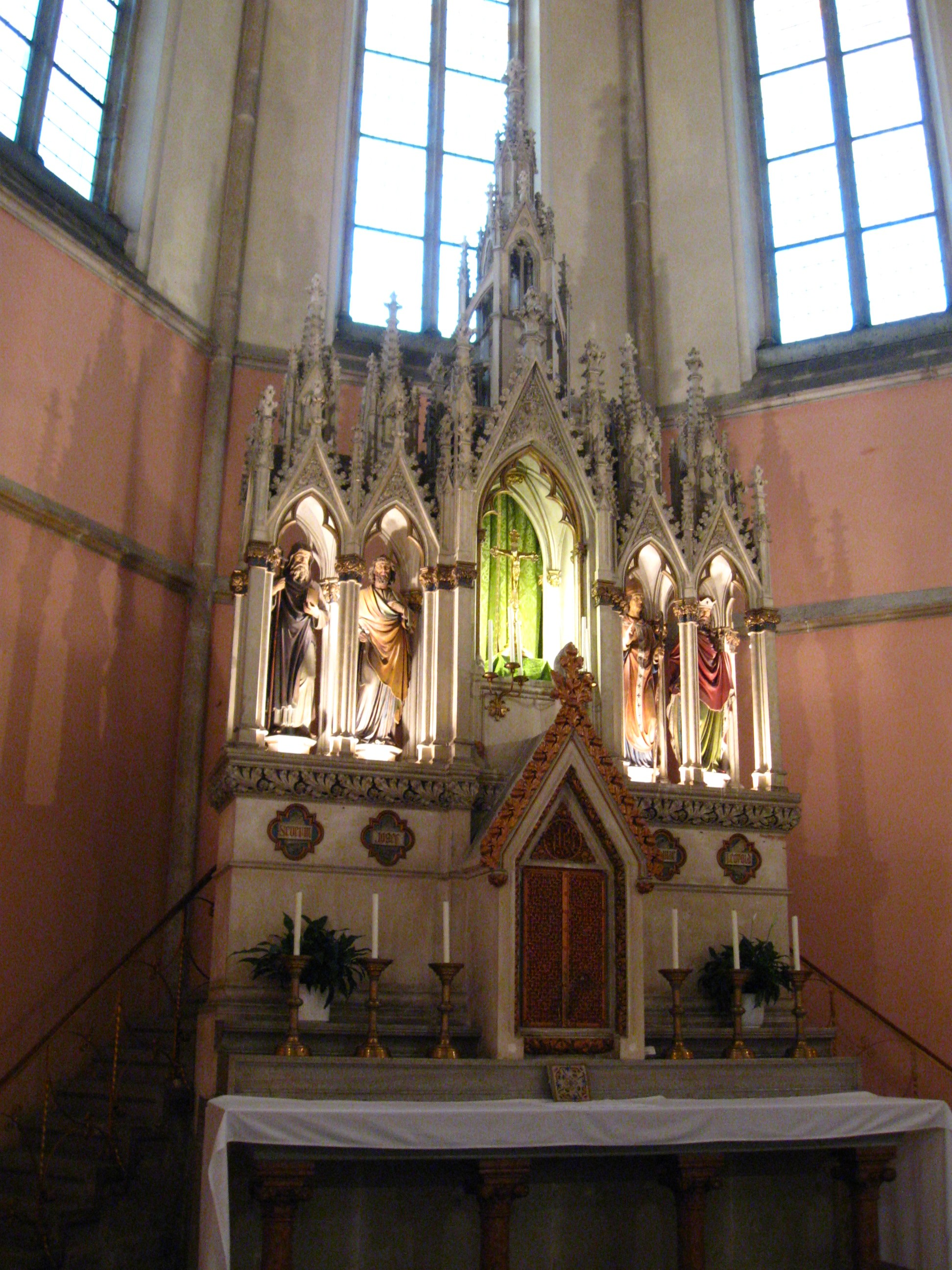
Oltář u sv. Otmara ve Vídni